# A Shot in the Dark
A Shot in the Dark («Выстрел в темноте») — девятая серия четырнадцатого сезона мультсериала «Гриффины». Показ состоялся 13 декабря 2015 года на канале FOX.

## Сюжет
Питер, Гленн, Джо и Кливленд сидят на диване перед домом Гриффина. Идея вынести на лужайку диван парням очень понравилась, однако скоро Питер обнаруживает пропажу дивана и решает организовать с друзьями городской патруль. В темноте Питер видит, как в дом к Кливленду кто-то лезет, в темноте он принимает этого человека за преступника и открывает огонь. Выясняется, что Гриффин подстрелил сына Кливленда, за что уже в больнице он просит прощения у разгневанного Брауна. Однако Кливленд не желает видеть Питера и обвиняет его в совершении преступления на фоне расизма.
После выступления Брауна по телевидению к дому Гриффинов направляются толпы митингующих, которые требуют немедленного заключения Питера под стражу. Так он попадает в тюрьму, куда ему на помощь приходит отец Лоис Картер. Именно он нанимает лучшего адвоката в городе, который обыгрывает ситуацию на заседании так, что самого Кливленда-младшего заключают под стражу. Питеру очень стыдно, теперь он видит толпы митингующих перед домом Кливленда.
В конце концов, он не выдерживает и говорит о том, что действительно выстрелил в сына Брауна, но не потому что тот чернокожий, а потому что ему хотелось спасти семью своего лучшего друга, которому, как ему казалось, угрожала опасность. Кливленд сам вступает в защиту Гриффина и толпа расходится. Друзья снова воссоединяются, и всё бы ничего, но Питера немного настораживают угрозы Кливленда-младшего отомстить ему…

## Рейтинги
- Рейтинг эпизода составил 1.7 среди возрастной группы 18-49 лет.
- Серию посмотрели порядка 3.74 миллиона человек.
- Серия стала третьей в рейтинге Animation Domination на канале FOX[1].